# Strophanthus gratus
Strophanthus gratus là một loài thực vật có hoa trong họ La bố ma. Loài này được (Wall. & Hook.) Baill. miêu tả khoa học đầu tiên năm 1888.

## Hình ảnh

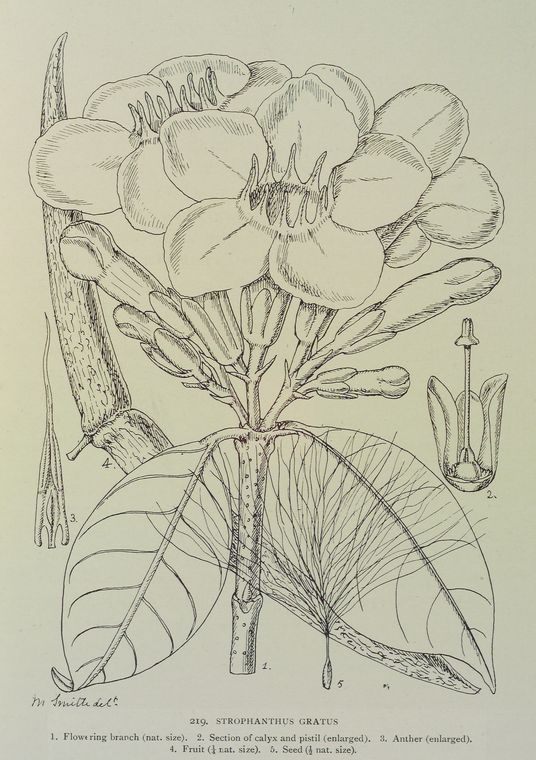
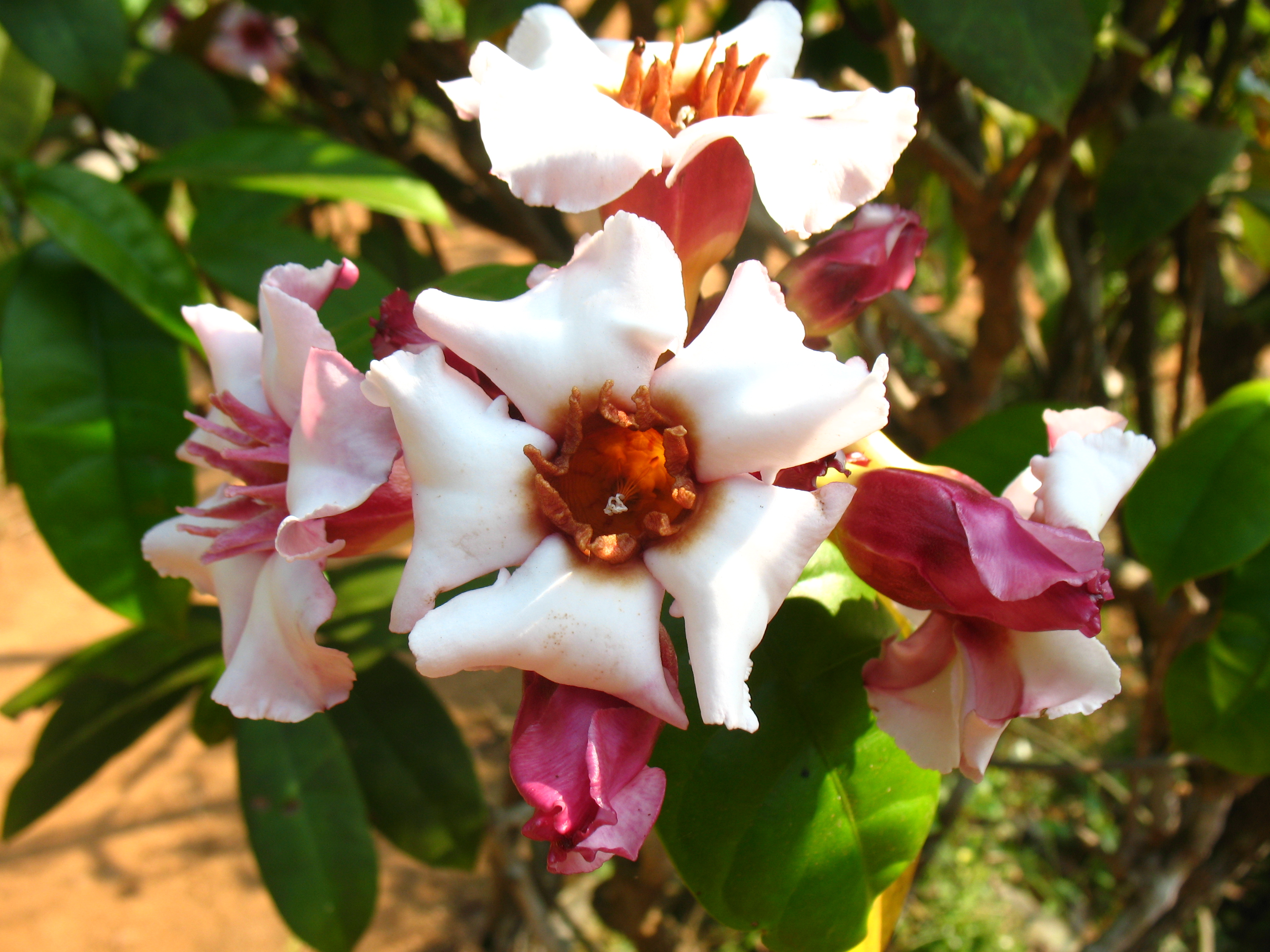
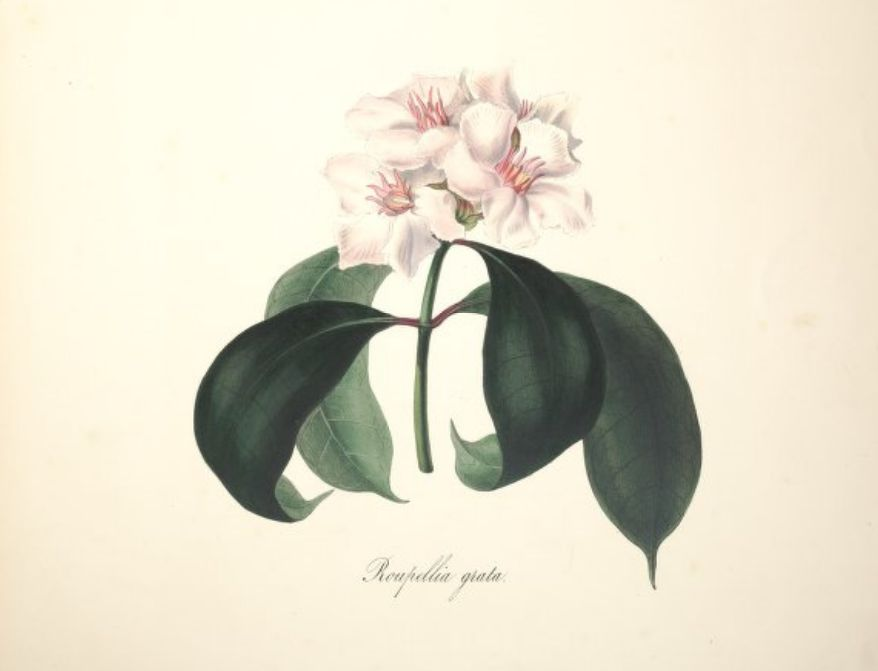
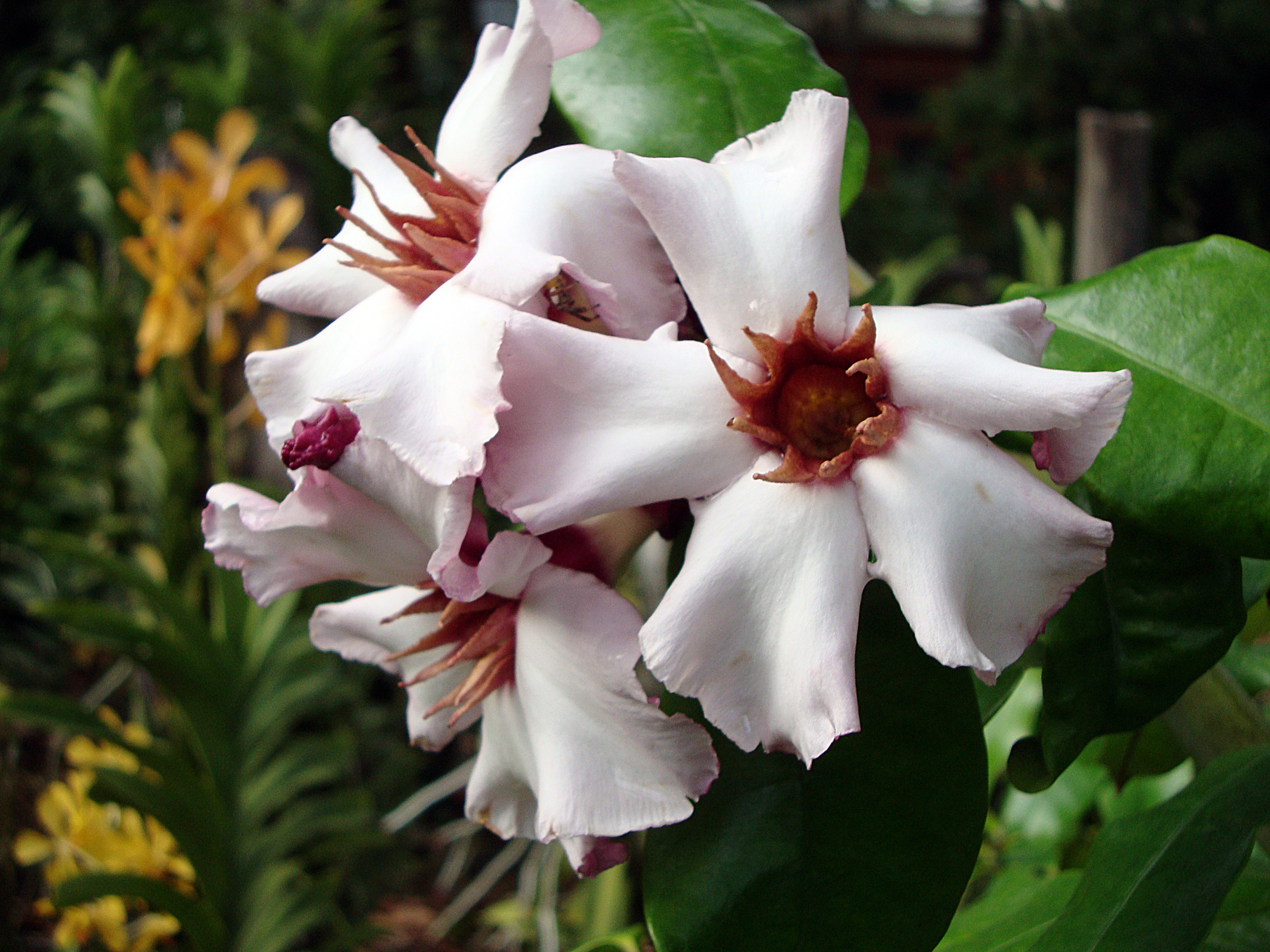